# 고랑포 전투
고랑포 전투(高浪浦戰鬪)는 한국 전쟁 초기 고랑포-청단 간의 사부 38도 분계선 지역에서 경비 임무를 수행하던 사단장 대령 백선엽이 이끄는 제1사단이 1950년 6월 25일 미명에 사단장 소장 최광이 이끄는 북한군 제1사단과 사단장 소장 방호산이 이끄는 제6사단으로부터 개성과 고랑포 지역에서 동시에 기습공격을 받아 치른 전투이다.
또한 개성 이서 지역의 연대장 대령 전성호가 이끄는 국군 제1연대가 서해로 해상 철수를 감행하는 한편 고랑포, 문산 지역의 연대장 대령 김익열이 이끄는 국군 제13연대가 수색으로부터 급거투입된 연대장 대령 최경록이 이끄는 제11연대와 후방 각지에서 급파된 부원부대들과 더불어 임진강 방어선과 봉일천에서 침습한 북한군을 맞아 싸운 초전이 된다.
특히 이 전투는 사단이 열세한 전력으로 북한군의 2개 사단을 6월 25일부터 6월 28일까지 4일간을 한강 북쪽에서 저지시킴으로써 북한군으로 하여금 재편성을 강요하여 미군이 참전할 때까지 남하속도를 지연시킨 데 그 의의가 컸다.

## 배경
국군 제1사단이 38도 분계선에 대한 최초의 경비대를 파견한 것은 1948년 1월 초순이며 이 무렵 소수의 미군만이 배치되었던 문산 북쪽 임진강 나루에는 경비의 소홀함을 틈타서 북한군의 침범이 잦았던 때문에 당시의 초대 여단장 송호성 준장이 경계강화책으로 보병 1개중대를 출동시켜 미군과 합동 근무케 한 것이 시초이다.
이로부터 한 달 후인 2월 5일에는 이응준 대령이 제2대 여단장으로 부임하고 이해 가을로 접어들면서 주한미군이 철수하기 시작하자 사단은 11월에 들어 수원에 위치한 제11연대를 문산으로 추진시켜 38도 분계선 경비임무를 미 제7사단 32연대로부터 인수케 함으로써 고랑포 이서의 서부 38도 분계선의 경비를 처음으로 맡게 되었다.
이 무렵의 38도 분계선 경비란 주요간선도로의 요지에 경비초소만을 설치하였을 뿐 전술적으로 유리한 38도 분계선상의 요충지는 그대로 비어둔 관계로 무방비상태였다. 이로 미루어 보아 당시의 경비상태가 어떠하였는가를 짐작할 수 있는데, 이에 비하여 북한군은 이러한 요충지를 사전에 점거하여 강력한 방어진지를 구축하였다.
1950년 4월 22일로 백선엽 대령이 제5대 사단장으로 부임하여 곧 사단의 전 지역을 돌아본 뒤 고랑포-청단에 이르는 100km의 정면을 방어하기 위한 현행 작전계획이 사단의 방어한계를 초과한 것이라고 판단하고 곧 새로운 방책을 강구하게 되었다.
그리하여 북한군의 주공 방향을 고랑포부근이 될 것으로 판단하고 사단의 주 전력을 임진강선으로 전환한다면 방어정면이 20여km로 축소 될 뿐만 아니라 여기서 병력과 화력의 열세를 임진강의 자연장애물로써 보완할 수 있다는 결론에 도달하였다.
이리하여 사단은 임진강 선의 새로운 방어준비에 들어갔는데 당시의 사단병력은 10,100명 내외이며 장비는 105mm곡사포(M3) 15문, 57mm대전차포 18문, 81mm박격포 36문, 60mm박격포 54문, 이 밖에 편제상의 2.36인치 로켓포와 각종 기관총 43정을 보유하고 있었다.
그러나 이 중에 제11연대가 장비한 공용화기의 30%가 육군본부지시에 의하여 5월 하순부터 6월 초순 간에 후방기지창으로 후송 정비케 되어 연대는 주로 개인화기만을 보유하게 되었다.

### 작전 계획
제1사단장 백선엽 대령은 1950년 5월초에 사단 책임지역내의 38도 분계선 경비와 북한군의 침공에 대비하는 사단의 작전계획을 하달하였다.
이에 따라 제13연대는 대대장 소령 유재성이 이끄는 예하 제3대대로써 고랑포-대원리(28km)간의 38도 분계선 경비를 계속 수행케 하는 한편 화석동의 연대본부지역에 위치한 제1대대를 연대 우일선으로 삼아 마지리(파평산 : 적성 남쪽)-금파리간에 배치하고, 제 2대대를 연대 좌일선으로써 금파리 서단-율곡리(208고지)간에 배치하여 각각 주진지를 편성케 하였다.
이와 동시에 북한군의 기계화 부대의 접근로로 예상되는 방어전면 동서를 횡단한 320번 도로와 주진지 전방에 돌출된 자하리부터의 적의 접근을 방해하는 한편 임진강 북쪽부대의 철수를 엄호케 하고 제3대대가 임진강 이남으로 철수한 다음 연대예비로서 금곡리(파평산 측후방)부근에 배치토록 하였다.
그리고 수색의 제 11연대는 사단의 좌일선으로 예하 제2대대를 연대 우일선으로 삼아 화석동-율곡리 간에 배치하여 임진강 나루터 이서의 적의 예상도하지점을 방수케 하고 제 1대대를 연대의 좌일선으로 하여 임진강교 남안의 마정리일대에 배치하여 임진강 북쪽부대의 철수엄호와 동 교량을 통하는 적의 접근을 맡도록 하였다.

## 전투 과정
이날 미명에 고랑포와 개성 지역은 지난밤부터 내린 비가 가랑비로 변하여 땅을 적시고 있었는데, 아침의 정적을 깨고 포성이 진동하기 시작하더니 38도 분계선 경비 진지와 그 주변 부락이 적의 포연 속에 잠기게 되었다.
그러나 이러한 포격은 그 이전에도 여러 차례 겪은지라 단순한 위협사격으로만 보았는데 시간이 갈수록 더욱 치열화 하더니 이어서 전차를 앞세운 북한군이 38도 분계선을 순식간에 돌파하였다.
이렇게 불의의 기습공격을 받은 전 경비부대는 적의 전차와 병력의 우세에 눌려 이렇다 할 저항도 하지 못한 채로 분산하게 되었으므로 사단은 문산의 제13연대로 하여금 우선 주진지를 점령케 하고 이어서 수색의 제11연대를 축차로 진지에 투입하여 임진강선에서의 결전을 준비하였다.
고랑포에서 대원리간의 38도 분계선 경비임무를 맡은 제13연대 3대대는 대대 지휘소를 아곡동(장단 북쪽)에 두고 그의 예하중대를 대대의 중앙전면에 있는 두매동(박골)에서 남으로 신장단에 이르는 소로를 경계선으로 하여 배치하였다.
즉, 그 이동에 제10중대를 우일선으로 하고, 그 이서에 제11중대를 좌일선으로 하였으며, 대대 예비로써 제9중대를 대대본부 부근에 배치하였다.
그런데 이 날 새벽 오른쪽 제 1선인 제10중대장 박형수 중위가 사내동(고랑포 서남쪽 3km)에 있는 중대본부에서 포성에 눈을 뜬 것은 04:30이었다.
그런데 당시의 중대 배치는 제 1소대를 중대 우측 38도 분계선상의 112고지(고랑포 북동쪽 2km)를 점령하게 하여 주로 전방의 사미천 계곡과 남북을 통하는 주변도로를 경비하였는데, 이 112고지는 한 때 남북교역이 성행한 당시 일일 수 십대의 차량이 내왕하던 곳이다.
한편 112고지의 장재만 중위로부터 2차보고에 접한 중대장 박형수 중위는 이를 대대에 보고 한 다음 112고지에 대한 증원이 시급하다고 보고, 중대본부요원과 화기소대 병력으로 출동준비를 서둘게 하였는데 이 때, 대대장 윤재성 소령으로부터 전화가 걸려오기를 『중대장은 최선을 다하여 고랑포 지역을 사수하라.』라고 하였다.
이에 중대장 박형수 중위는 중대의 출동을 대대장에게 보고한 다음 중대를 직접 지휘하여 112고지를 향하여 급히 달려갔다. 그러나 출동부대가 고랑포시내에 접어들자 적의 선두부대가 고랑포 북쪽 외곽의 구릉을 침습하여 중대에 사격을 집중하였다. 졸지에 사격을 받은 중대는 급히 차량을 반전시켜 남쪽 임진강변으로 이동한 다음 59고지 앞 능선에 부대를 배치함과 동시에 즉각 60mm박격포로 이들의 두상에 화력을 집중하였다.
그리고 전날 내렸던 비의 탓인지 아직도 고랑포 지역엔 옷을 적실 정도의 가랑비와 엷은 안개가 시야를 가렸으므로 중대의 수령 무기 개총으로는 조준사격을 할 수 있을 때까지 112고지로 통하는 도로에 고정사격을 실시하였다. 그러나 점차 총격이 쇠퇴해지고 어느덧 강변의 안개가 부분적으로 걷히자 고랑포쪽에서 임진강을 도하하는 한 집단이 시야로 들어오게 되었다.
멀리서 바라본 이들의 복장은 희고 또 검기도 하여 처음에는 피아의 식별이 어려워 국군 제1소대의 철수일지도 모른다는 기대마저 가졌으나 이들의 선두가 임진강 남쪽 800m에 있는 53고지 정상에 오르자마자 곧 적기를 흔들면서 만세를 외치는 것이었다.
이 때 비로소 적으로 확인한 중대는 고랑포로 지향하였던 박격포와 기관총의 사격방향을 즉각 동측방의 53고지에 돌려 일시에 전화력을 집중하자 그들은 크게 당황한 듯이 사방으로 흩어지고 말았다. 그러나 잠시 뒤에 응전태세를 갖춘 이들의 자동화기가 불을 뿜은데 이어 박격포를 쏘아대는 것이었다.
한편 대대의 좌 제1선인 제 11중대는 1소대를 중대 우단에 있는 대덕산(236고지)에 배치하고 제 2소대를 중앙에 있는 154고지와 동고지를 중심으로 한 좌우측(2~3km)간의 무명봉우리에 각각 1개 분대씩 분할 배치하고 1개 소대는 중대본부와 함께 대덕산 남쪽 2km에 배치하였다.
그런데 이날 04:30 대덕리 일대에 떨어진 적 포탄의 진통으로 취침호에서 쉬고 있던 소대장 이하 비번근무의 소대원들이 밖으로 뛰쳐나갔다.
밖에는 적 포탄이 산발적으로 낙탄이 되고 있었는데 이때 소대선임하사관 박구서 중사가 소대장에게 다가오면서 말하기를 『소대장님! 적의 포탄이 계속 떨어지는 것을 보니 전방에 배치된 경계분초가 위험합니다...제가 한번 다녀오겠습니다.』하면서 출발하려하자 이에 소대장 조철권 중위는 『지금은 위험하니 포격이 그친 다음 다녀오라.』라고 만류하였는데 이런 말을 주고받는 사이에 잠시 포격이 멈춘 듯하자 이틈을 본 박구서 중사가 성급하게 진지 밖으로 뛰쳐나가다가 때마침 진전 지척지간에서 작렬하는 적 포탄 1발로 전신 파편상을 입고 쓰러졌다. 이에 조철권 중위는 즉각 부근의 병사와 함께 그를 진내에 옮겨 응급 처치하였으나 출혈과다로 곧 숨졌다.
한편 이날 새벽 대대본부를 포함한 제 9중대와 제 12중대 등 아곡동의 대대숙영지에서는 전방에서 들리는 포성과 더불어 전투준비에 여념이 없었고 대대장 천막에는 전방중대로부터 잇따라 적의 남침보고가 유선으로 들어오고 있었다.
이에 대대장 유재성 소령은 전방 중대가 필시 적의 공격으로 여의치 않은 사태에 직면한 것이라고 내다보고 이에 대한 의견을 잠시 대대참모들과 교환하였는데 이 결과 대대의 사용병력으로써 춘양동(대대 숙영지 전방 2km)에 있는 91고지와 그 서측 무명봉우리(181고지 동쪽)을 점령, 이 양 고지에 병거함으로써 장단까지 통하는 도로를 통제할 수가 있어 여기서 우리 중대의 철수엄호와 이를 추격하는 적에게 일격을 가하기로 의견을 같이 하였다.
이리하여 제9, 12 양 중대로 하여금 즉각 행동을 개시토록 하여 숙영지를 출발하려는 순간 요란한 굉음과 함께 수 발의 북한군 포탄이 숙영지 주위에 떨어지면서 적 전차 7대가 북쪽 1km거리에서 남하하는 것이었다.
이로부터 얼마 뒤에 장단으로부터 대대숙영지 옆을 지나 고랑포 쪽으로 올라가는 장단경찰서 소속의 3/4톤 트럭 1대가 500m 전방의 모퉁이 길에서 북한군 전차의 직사포에 맞아 대파되었다.
그런데 뒷날 알려진 바로는 이는 장단경찰서의 경비주임 김기태 경위가 무장경찰관 21명을 이끌고 고랑포 지역으로 출동 중이었던 것인데 이때의 생존자는 아군에게 구출된 6명의 부상자를 제외하고는 그 진상을 알 수가 없다.
북한군 전차와 국군 장갑차를 분간치 못하던 당시의 광경을 목격한 제12중대 기관총 반장이었던 김일하 병장의 증언에 의하면 『능선에 배치된 병사들끼리 저것이 아군이냐? 적군이냐?하면서 떠들고 있었는데 한 병사가 '지금 올라가는 저 경찰차량을 사격하면 적군이고, 그대로 통과시키면 아군이다.'라고 하였다. 그러다가 모퉁이 길에서 포격을 당함으로써 아군장갑차가 아닌 것을 알게 되었다.』고 술회하였다.
한편 아군 경찰차량을 파괴한 적의 전차가 잠시 노상에 서게 되자 후속 전차가 그 뒤를 이어 종대를 이루었는데, 이에 제9중대장 이종근 중위는 『전차 공격의 시기가 바로 이때다』라고 판단하고 능선의 배치된 2.36인치 로켓포를 향하여 즉각 『사격개시!』를 외치자 이에 81mm 박격포까지 이 사격에 가담하여 순식간에 포화가 전차를 휩싸고 말았으나, 잠시 후 초연을 헤치듯 전차가 앞으로 나오는 것이었다.
이때에 전차의 차변에서 산개한 1개 중대의 적이 사격과 함께 공격을 가하였고 이리하여 대대 숙영지 전방의 개활지를 사이에 두고 교전 상태에 들어갔으나 좌측방의 도로를 따라 7대의 전차가 계속 남하함으로써 대대장 유재성 소령은 제 9중대 1소대장 장두철 중위를 대장으로 하는 8명의 특공대를 선발하여 이를 공격하게 하였으나 공격 행동 중에 모두 산화하고 말았다.
여기서 대대장은 다시 특공대 공격을 요망하자 수많은 지원자가 손을 들고 나왔는데 이 가운데 동 화기중대의 김일하 병장 등 7명으로써 수류탄과 개인 화기만으로 공격하게 하였다. 특공대가 주위의 무성한 초목을 이용하여 10m 거리까지 육박하여 전차의 옆구리에 수류탄을 투척하기도 하였으나 역시 실패하고 원위치로 돌아왔다.
이렇게 2차에 걸친 전차 공격이 무위에 그치자 이에 대대장은 현 위치에서의 지탱은 어렵다고 보고, 2개 중대로 이루어진 대대를 남쪽 2km인 85고지로 철수시켰다.
대대 병력은 이날 17:00 동판리(임진 나루터 대안)에서 제 10중대와 합세한 다음 일월봉(191고지)에서 병력을 재배치하였다가 해가 진 후에 나룻배를 이용하여 강을 건너 금곡리 부근에 집결하였는데 이때가 22:30이었다.

## 결과 및 영향
6월 28일 저녁부터 6월 29일 아침 사이에 각 부대가 행주와 이산포 부근에서 혼란 속에서도 그런대로 한강을 도하할 수 있었으나 날리 밝자 적으로부터 위험을 느꼈던 탓인지 차안을 떠난 배들이 대안에서 묶인 채 돌아오지 않음으로써 강을 건너지 못한 병력도 적지 않았다.
따라서 도하의 때를 놓친 이들은 각개행동으로 옮겨 요행히 은신처를 찾은 자도 있을 것이나 대다수가 적의 흉수에 의하여 처참한 최후를 마친 것으로 추단되었다.
그러나 6월 28일 밤에는 이미 일군의 북한군이 김포 비행장을 장악한 듯 그들의 소규모가 대안상의 감제지형인 개화산(130고지)과 그 아래를 남북으로 흐르는 수로와 장방을 점거하여 아군부대가 접근함을 보고 일제 사격을 가하는 것이었다.
이들 북한군 군단들은 6월 25일에 개성으로부터 그 남단에 있는 영정리(포)로 철수한 제12연대 2대대를 뒤따라 온 것으로 보이는 북한군 제6사단 예하의 부대로 추단되었는데, 이들은 한순화 소령이 이끄는 대대가 강화도를 거쳐 김포반도 서단에 있는 통진으로 철수한 다음 다시 6월 27일에 김포-오류동 지역으로 나오게 되자 그 뒤를 이어 김포 지역을 침공한 것으로 보였다.
그리하여 6월 28일 전에 행주와 개화동 일대의 개활지를 내려다 볼 수 있는 개화산과 이산포 서북쪽 7km의 김포반도 대안 변에 있는 봉성산(129고지)등을 점령하여 한강 하류 지역을 통제하는 한편 신전동에 있는 138고지를 장악하여 김포가도 주변지대에 선거하게 된 것이었다.
따라서 행주나루로 도하한 부대 중에서 여러 부대가 혼성이 되어 질서를 찾지 못한 부대나 지휘자가 없는 오합지중은 이러한 적의 불시사격에 직면하자 강변에 있는 갈대밭에 뛰어들어 끝내 각개행동으로 분산되기도 하였다.